# Iglesia de San Nicolás (Granada)

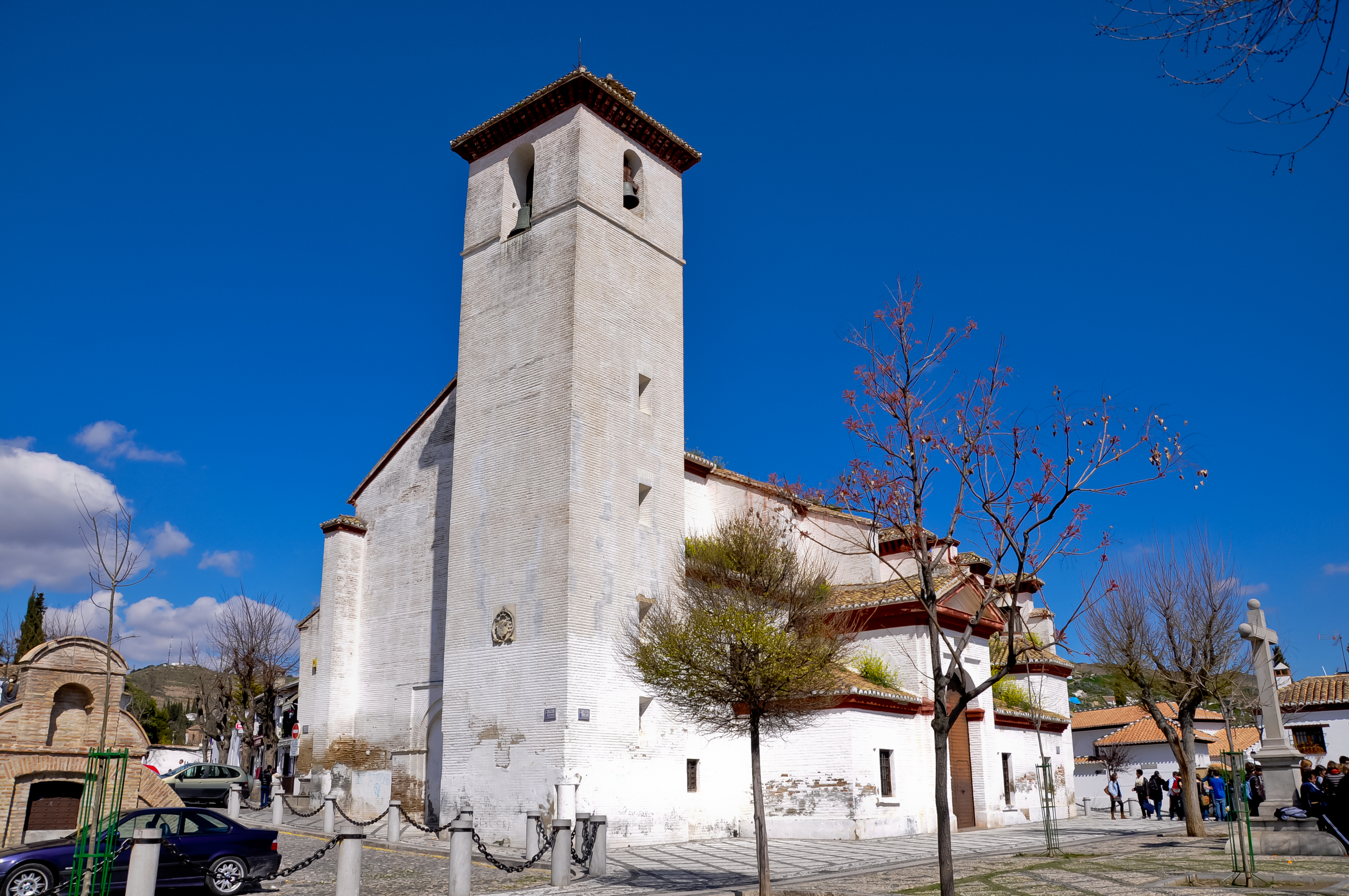
Iglesia de San Nicolás

De Iglesia de San Nicolás (Nederlands: kerk van de heilige Nicolaas) is een kerk in de Spaanse stad Granada, toegewijd aan Nicolaas van Myra.
De kerk werd gebouwd in de 16e eeuw in opdracht van het katholieke koningspaar in de Mudéjar-kunststijl. Op deze plek stond eertijds een moskee. Deze kerk is de oudste in deze stad die in deze stijl werd opgetrokken. Na een verwoestende brand in 1932 werd ze heropgebouwd. Naast de kerk ligt een groot waterreservoir of aljibe dat 63 000 liter water kan opslaan.
De kerk ligt in het hart van de wijk Albaicín, aan de rand van de Plaza de San Nicolás die ook Mirador de San Nicolás wordt genoemd. Van hieruit heeft de bezoeker een panoramisch uitzicht over de stad , meer bepaald onder meer over de wijk, het Alhambra en de Sierra Nevada.

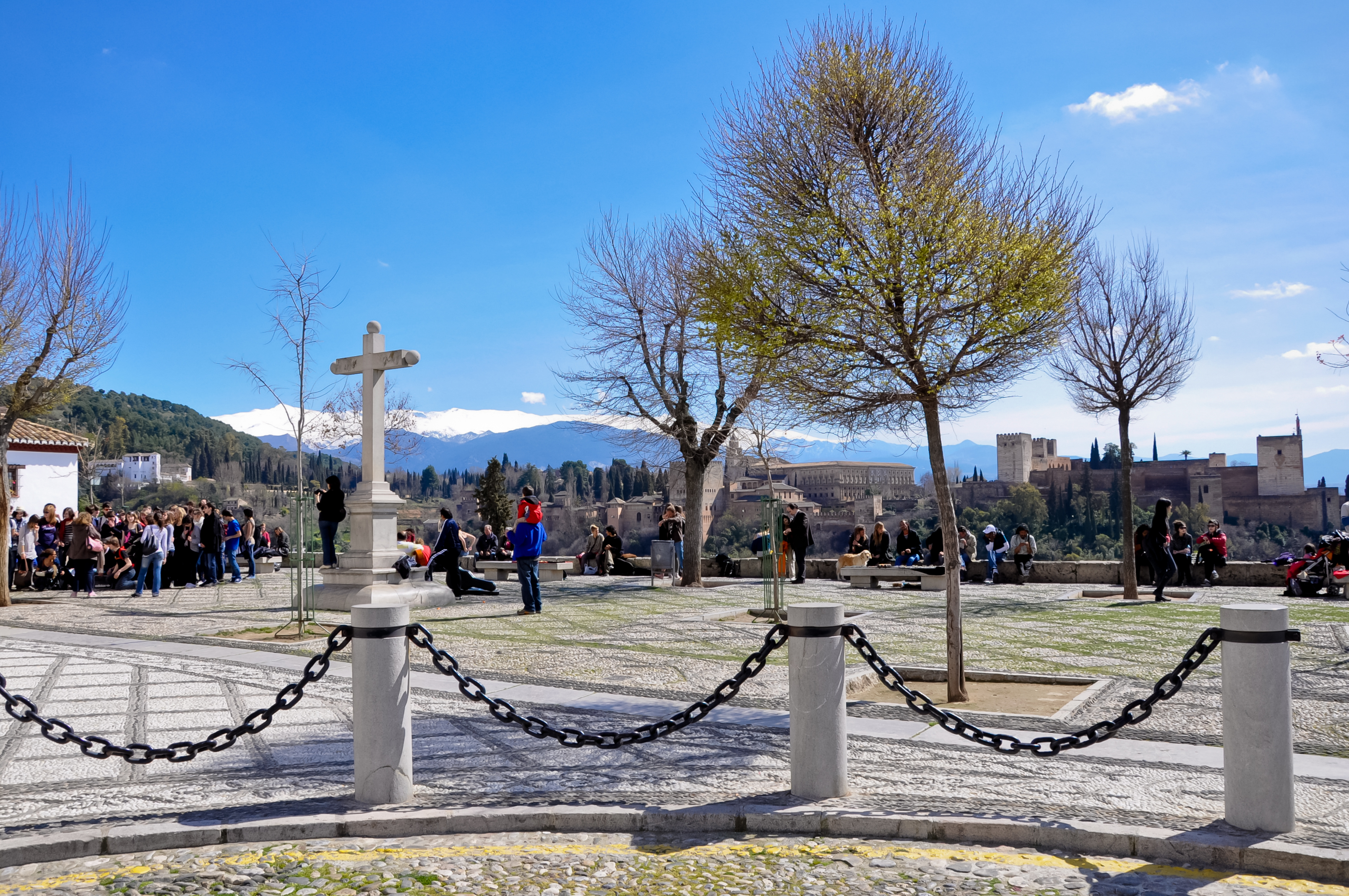
Plaza de San Nicolás met uitzicht op de Sierra Nevada en het Alhambra